# Discografia de Simon and Garfunkel
La discografia de Simon and Garfunkel, duet de cantautors estatunidencs format per Paul Simon i Art Garfunkel, consisteix en cinc àlbums d'estudi, quinze àlbums recopilatoris, quatre àlbums en directe, un extended play, vint-i-sis senzills, una banda sonora i dues caixes recopilatòries. Els dos cantautors van formar per primer cop un duet el 1957 sota el nom de Tom & Jerry; posteriorment se separaren i, més tard, es van tornar a ajuntar per formar Simon and Garfunkel.
L'àlbum de debut de Simon and Garfunkel, Wednesday Morning, 3 A.M., fou publicat el 19 d'octubre de 1964. Inicialment fou un fracàs; el tornaren a publicar dos anys més tard amb una versió nova del senzill «The Sound of Silence» a la qual afegiren instruments elèctrics i de percussió del productor Tom Wilson. Aquesta nova versió va arribar fins al lloc trenta de la llista Billboard 200 (Estats Units) i fins al vint-i-quatre de la llista UK Albums Chart (Regne Unit), i més tard rebé el certificat de platí de la Recording Industry Association of America (RIAA). La versió del senzill «The Sound of Silence» també fou inclosa en el seu segon àlbum d'estudi, Sounds of Silence, que sortí a la venda el 17 de gener de 1966. Va arribar a estar al lloc trenta-u de la llista Billboard i al trenta de la UK Albums Chart; posteriorment rebé un triple certificat multiplatí de la RIAA. A part del senzill del mateix nom, l'àlbum també contenia la cançó de Simon «I Am a Rock», la qual va aparèixer per primer cop en el seu àlbum de debut com a solista, The Paul Simon Songbook.
El tercer treball de Simon and Garfunkel, Parsley, Sage, Rosemary and Thyme, veié la llum el 10 d'octubre de 1966 amb cinc senzills. Va aconseguir arribar a la posició quatre de la llista estatunidenca i a la quinze del Regne Unit, i va rebre un triple certificat multiplatí de la RIAA. El senzill «Mrs. Robinson» fou inclòs en la primera i única banda sonora de la banda, The Graduate, i més tard fou també inclòs en el seu quart àlbum d'estudi, Bookends, publicat el 3 d'abril de 1968. Aquest darrer va assolir el primer lloc tant de la llista dels Estats Units com de la del Regne Unit –el seu primer àlbum a aconseguir-ho– i va rebre el doble certificat multiplatí als Estats Units. Finalment, el 26 de gener de 1970 Simon and Garfunkel va publicar el seu cinquè i darrer àlbum d'estudi, Bridge over Troubled Water: fins a ll'actualitat ha estat el més reeixit de tots, ja que aconseguí arribar al número u de les llistes de molts països, entre els quals el Regne Unit i els Estats Units. Se'n van vendre més de cinc milions de còpies arreu del món, i va rebre un òctuple certificat multiplatí als EUA.
Tot i l'èxit del seu cinquè àlbum, el duo va decidir posar punt final a la seva relació: anunciaren el trencament de la banda a finals de 1970. Tanmateix, des de llavors han fet unes quantes aparicions musicals, entre les quals un concert gratuït al Central Park de Nova York el 1981 al qual van assistir mig milió de persones i d'on va sortir l'àlbum en directe The Concert in Central Park.

## Àlbums

### Àlbums d'estudi
| 1964                                                            | Wednesday Morning, 3 A.M. - Publicat: 19 d'octubre de 1964 - Discogràfica: Columbia - Format: LP         | 30 | —  | — | — | —  | —       | — | — | — | 24     | - USA: platí                                                                                            |
| 1966                                                            | Sounds of Silence - Publicat: 17 de gener de 1966 - Discogràfica: Columbia - Format: LP                  | 21 | —  | — | — | —  | 273 [A] | — | — | — | 13     | - USA: 3× platí - CAN: platí - GBR: or                                                                  |
| 1966                                                            | Parsley, Sage, Rosemary and Thyme - Publicat: 10 d'octubre de 1966 - Discogràfica: Columbia - Format: LP | 4  | 14 | — | — | —  | 296 [A] | — | — | — | 13 [B] | - USA: 3× platí - CAN: platí                                                                            |
| 1968                                                            | Bookends - Publicat: 3 d'abril de 1968 - Discogràfica: Columbia - Format: LP                             | 1  | 3  | — | 3 | 40 | 241 [A] | — | — | — | 1      | - USA: 2× platí                                                                                         |
| 1970                                                            | Bridge over Troubled Water - Publicat: 26 de gener de 1970 - Discogràfica: Columbia - Format: LP         | 1  | 1  | 1 | 1 | 1  | 1       | 1 | 1 | 1 | 1      | - USA: 8× platí - AUT: platí - CAN: 4× platí - FIN: or - FRA: platí - DEU: platí - CHE: or - GBR: platí |
| "—" denota treballs que no van aconseguir entrar a les llistes. | |    |    |   |   |    |         |   |   |   |        | |

Notes
- A ^ Al Japó, aquests àlbums van entrar a les llistes per primer cop quan es publicà la reedició l'any 2003.[25]
- B ^  La republicació det Parsley, Sage, Rosemary and Thyme el 31 d'agost de 1968 al Regne Unit.[16]

### Àlbums en directe
| 1982                                                            | The Concert in Central Park - Publicat: 16 de febrer de 1982 - Discogràfica: Warner Bros. - Format: CD, CS | 6   | 5  | 1   | 3  | 2   | 1 | 1 | 1 | 5 | 6  | - USA: 2× platí - AUT: platí - CAN: or - FRA: diamant - GER: or - NLD: or - CHE: 2× platí - GBR: or |
| 2002                                                            | Live from New York City, 1967 - Publicat: 16 juliol 2002 - Discogràfica: Columbia - Format: CD             | 165 | —  | 148 | —  | —   | — | — | — | — | —  | |
| 2004                                                            | Old Friends: Live on Stage - Publicat: 7 desembre 2004 - Discogràfica: Warner Bros. - Format: CD           | 154 | 22 | 165 | 35 | 195 | — | — | — | — | 61 | |
| 2008                                                            | Live 1969 - Publicat: 25 març 2008 - Discogràfica: Columbia - Format: CD                                   | 33  | —  | —   | —  | 43  | — | — | — | — | —  | |
| "—" denota treballs que no van aconseguir entrar a les llistes. | |     |    |     |    |     |   |   |   |   |    | |

### Àlbums recopilatoris
| 1972                                                            | Simon and Garfunkel's Greatest Hits - Publicat: 14 de juny de 1972 - Discogràfica: Columbia - Format: LP                          | 5   | 10 | 4  | 16 | 6  | 3   | 1  | 22 | 7 | 4  | 2   | - USA: 14× platí - CAN: 5× platí - FIN: or - FRA: diamant - GER: 2× platí - CHE: 4× platí                               |
| 1981                                                            | Collected Works - Publicat: 1981 - Discogràfica: Columbia - Format: CD, CS                                                        | —   | —  | —  | —  | —  | 35  | —  | —  | — | —  | —   | - USA: platí |
| 1981                                                            | The Simon and Garfunkel Collection - Publicat: 1981 - Discogràfica: Columbia - Format: CD                                         | —   | 3  | 1  | 6  | 2  | 23  | 4  | 1  | — | 49 | 4   | - GBR: 3× platí - FIN: platí - FRA: 2× platí - GER: or - NLD: 2× platí - CHE: 2× platí                                  |
| 1991                                                            | 20 Greatest Hits - Publicat: 3 d'agost de 1991 - Discogràfica: Sony - Format: CD                                                  | —   | 21 | —  | —  | —  | 58  | —  | 1  | — | —  | —   | |
| 1992                                                            | The Definitive Simon & Garfunkel - Publicat: 1992 - Discogràfica: Sony - Format: CD                                               | —   | 5  | 8  | 2  | 12 | 13  | 35 | 12 | 1 | 3  | 8   | - USA: platí - CAN: platí - FIN: or - FRA: diamant - GER: or - NLD: or - NOR: 2× platí - CHE: or - SWE: or - GBR: platí |
| 1997                                                            | Old Friends - Publicat: 4 de novembre de 1997 - Discogràfica: Columbia - Format: CD                                               | —   | —  | —  | —  | —  | —   | —  | —  | — | —  | 170 | - USA: or |
| 1999                                                            | The Best of Simon and Garfunkel - Publicat: 1999 - Discogràfica: Columbia/Legacy - Format: CD, CS                                 | 129 | —  | —  | —  | —  | 204 | 16 | —  | — | —  | 145 | - USA: platí |
| 2000                                                            | Two Can Dream Alone - Publicat: 2000 - Discogràfica: Burning Airlines Recordings - Format: CD                                     | —   | —  | —  | —  | —  | —   | —  | —  | — | —  | —   | |
| 2000                                                            | Tales from New York: The Very Best of Simon & Garfunkel - Publicat: 28 de març de 2000 - Discogràfica: Sony/Columbia - Format: CD | —   | 15 | 25 | —  | —  | —   | —  | 5  | — | 1  | 8   | - AUS: or - NZL: 3× platí - SWE: or                                                                                     |
| 2002                                                            | Tom & Jerry - Publicat: 2002 - Discogràfica: Superior - Format: CD                                                                | —   | —  | —  | —  | —  | —   | —  | —  | — | —  | —   | |
| 2002                                                            | The Collection - Publicat: 14 d'octubre de 2002 - Discogràfica: Sonic - Format: CD                                                | —   | —  | —  | —  | —  | —   | —  | —  | — | —  | —   | |
| 2003                                                            | The Essential - Publicat: 14 d'octubre de 2003 - Discogràfica: Columbia - Format: CD                                              | 27  | 20 | 1  | 33 | 24 | 104 | 64 | 38 | 1 | 4  | 25  | - USA: platí - AUS: platí - FIN: or - NOR: platí - SWE: or - GBR: plata                                                 |
| 2003                                                            | Before the Fame - Publicat: 18 de novembre de 2003 - Discogràfica: Alchemy - Format: CD                                           | —   | —  | —  | —  | —  | —   | —  | —  | — | —  | —   | |
| 2006                                                            | Paul Simon & Art Garfunkel - Publicat: 1 d'agost de 2006 - Discogràfica: Delta Distribution - Format: CD                          | —   | —  | —  | —  | —  | —   | —  | —  | — | —  | —   | |
| 2008                                                            | America: The Simon and Garfunkel Collection - Publicat: 2 de juny de 2008 - Discogràfica: Sony BMG - Format: CD                   | —   | —  | —  | —  | —  | —   | —  | —  | — | —  | —   | |
| "—" denota treballs que no van aconseguir entrar a les llistes. | |     |    |    |    |    |     |    |    |   |    |     | |

### Bandes sonores
| 1968                                                            | The Graduate - Publicat: 21 de gener de 1968 - Discogràfica: Columbia - Format: LP | 1 | 1 | — | 3 | — | — | — | 2 | — | 3 | - USA: 2× platí - CAN: platí |
| "—" denota treballs que no van aconseguir entrar a les llistes. |                                                                                    |   |   |   |   |   |   |   |   |   |   |                              |

### Caixes recopilatòries
| 1980                                                            | The Complete Collection - Publicat: 1980 - Discogràfica: Tee Vee/CBS - Format: LP                           | — | — | —  | — | — | —  | — | — | —  | —  |  |
| 2001                                                            | The Columbia Studio Recordings (1964–1970) - Publicat: 21 d'agost de 2001 - Discogràfica: Sony - Format: CD | — | — | 43 | — | — | —  | — | — | —  | —  |  |
| 2007                                                            | The Collection: Simon & Garfunkel - Publicat: 26 de novembre de 2007 - Discogràfica: Columbia - Format: CD  | — | — | 22 | — | — | 65 | — | — | 16 | 29 |  |
| "—" denota treballs que no van aconseguir entrar a les llistes. | |   |   |    |   |   |    |   |   |    |    |  |

## Senzills i EPs
| 1957                                                            | «Hey Schoolgirl»[B]                                          | 49    | — | —  | — | —  | —  | —  | — | —  | —  |           | senzills sense àlbum                |
| 1958                                                            | «Our Song»[B]                                                | —     | — | —  | — | —  | —  | —  | — | —  | —  |           | senzills sense àlbum                |
| 1958                                                            | «That's My Story»[B]                                         | —     | — | —  | — | —  | —  | —  | — | —  | —  |           | senzills sense àlbum                |
| 1962                                                            | «Surrender, Please Surrender»[B]                             | —     | — | —  | — | —  | —  | —  | — | —  | —  |           | senzills sense àlbum                |
| 1963                                                            | «I'm Lonesome»[B]                                            | —     | — | —  | — | —  | —  | —  | — | —  | —  |           | senzills sense àlbum                |
| 1965                                                            | «The Sound of Silence»                                       | 1     | — | 3  | 3 | 9  | —  | —  | — | —  | —  | - USA: or | Sounds of Silence                   |
| 1966                                                            | «Homeward Bound»                                             | 5     | — | 20 | — | —  | —  | —  | — | 12 | 9  |           | Parsley, Sage, Rosemary and Thyme   |
| 1966                                                            | «That’s My Story» [republicació de 1966][C]                  | — [C] | — | —  | — | —  | —  | —  | — | —  | —  |           | senzill sense àlbum                 |
| 1966                                                            | «I Am a Rock»                                                | 3     | — | 20 | — | 35 | —  | —  | — | 10 | 17 |           | Sounds of Silence                   |
| 1966                                                            | «The Dangling Conversation»                                  | 25    | — | 85 | — | —  | —  | —  | — | —  | —  |           | Parsley, Sage, Rosemary and Thyme   |
| 1966                                                            | «A Hazy Shade of Winter»                                     | 13    | — | —  | — | —  | —  | —  | — | —  | —  |           | Bookends                            |
| 1967                                                            | «At the Zoo»                                                 | 16    | — | —  | — | —  | —  | —  | — | —  | —  |           | Bookends                            |
| 1967                                                            | «Fakin' It»                                                  | 23    | — | —  | — | —  | —  | —  | — | —  | —  |           | Bookends                            |
| 1968                                                            | «Scarborough Fair/Canticle»                                  | 11    | 5 | 49 | — | —  | —  | —  | — | —  | —  |           | Parsley, Sage, Rosemary & Thyme     |
| 1968                                                            | «Mrs. Robinson»                                              | 1     | 4 | 8  | — | 39 | —  | —  | 8 | 13 | 4  | - USA: or | Bookends / The Graduate             |
| 1969                                                            | «Mrs. Robinson EP»                                           | —     | — | —  | — | —  | —  | —  | — | —  | 9  |           |                                     |
| 1969                                                            | «The Sound of Silence» [republicació australiana de 1969]    | —     | — | 23 | — | —  | —  | —  | — | —  | —  |           | Sounds of Silence                   |
| 1969                                                            | «The Boxer»                                                  | 7     | 3 | 8  | 9 | 19 | 2  | —  | 9 | 5  | 6  |           | Bridge over Troubled Water          |
| 1970                                                            | «Bridge over Troubled Water»                                 | 1     | 1 | 2  | 4 | 3  | 5  | —  | 7 | —  | 1  | - USA: or | Bridge over Troubled Water          |
| 1970                                                            | «Cecilia»                                                    | 4     | — | 6  | 6 | 2  | 1  | —  | — | —  | —  | - USA: or | Bridge over Troubled Water          |
| 1970                                                            | «El Condor Pasa (If I Could)»                                | 18    | 6 | 1  | 1 | 1  | 1  | —  | — | —  | —  |           | Bridge over Troubled Water          |
| 1972                                                            | «America»                                                    | 97    | — | —  | — | —  | —  | —  | — | —  | 25 |           | Simon and Garfunkel's Greatest Hits |
| 1972                                                            | «For Emily, Whenever I May Find Her» (directe)               | 53    | — | —  | — | —  | —  | —  | — | —  | —  |           | Simon and Garfunkel's Greatest Hits |
| 1975                                                            | «My Little Town»                                             | 9     | 1 | 46 | — | —  | 17 | 24 | — | —  | —  |           | Still Crazy After All These Years   |
| 1982                                                            | «Wake Up Little Susie»                                       | 27    | 5 | —  | — | —  | —  | —  | — | —  | —  |           | The Concert in Central Park         |
| 1991                                                            | «A Hazy Shade of Winter» / «Seven O'Clock News/Silent Night» | —     | — | —  | — | —  | —  | —  | — | —  | 30 |           | The Definitive Simon & Garfunkel    |
| 1992                                                            | «The Boxer» [republicació de 1992]                           | —     | — | —  | — | —  | —  | —  | — | —  | 75 |           | The Definitive Simon & Garfunkel    |
| "—" denota treballs que no van aconseguir entrar a les llistes. |                                                              |       |   |    |   |    |    |    |   |    |    |           |                                     |

Notes
- B ^  Sota el nom artístic de Tom & Jerry.[47]
- C ^  Publicat originalment com a Tom & Jerry (BIG 618 & HUNT 319). Republicat per ABC Paramount sota el nom Simon & Garfunkel l'any 1966.[47]

## Altres aparicions
| Any  | Cançó                                                                                                | Àlbum                                                  |
| ---- | --- | ------------------------------------------------------ |
| 2010 | - «The Sounds of Silence» (directe) - «The Boxer» (directe) - «Bridge over Troubled Water» (directe) | The 25th Anniversary Rock & Roll Hall Of Fame Concerts |